# Gryllopsis fuscicornis
Gryllopsis fuscicornis är en insektsart som beskrevs av Bei-bienko 1954. Gryllopsis fuscicornis ingår i släktet Gryllopsis och familjen syrsor. Inga underarter finns listade i Catalogue of Life.